# 폭풍전야
《폭풍전야》는 2010년에 개봉된 대한민국의 로맨스 영화이다.

## 캐스팅
- 김남길 : 수인 역
- 황우슬혜 : 미아 역
- 정윤민 : 상병 역
- 윤제문 : 조씨 역
- 오혜석 : 진호 역
- 신소율 : 민정 역
- 김재록 : 신부 역
- 전진기 : 형사1 역
- 한철우 : 형사2 역
- 이종구 : 모범수 역
- 노태현 : 동역 역
- 문정웅 : 병원경찰 역
- 성남혜 : 수인아내 / 미아대역 역